# Emile den Tex
Emile den Tex (* 3. November 1918 in Amsterdam; † 3. Januar 2012 in Zoeterwoude, Südholland) war ein niederländischer Dichter, Geologe und Hochschullehrer.

## Leben
Den Tex begann nach dem Schulbesuch 1937 ein Studium der Geologie an der Universität Leiden und schloss seine Promotion mit einer Dissertation über magmatisches Gestein in den Französischen Alpen ab. Während dieser Zeit war er auch als Dichter tätig und verfasste einige Gedichtbände wie Slagzij (1942) und Schipbreuk (1945) sowie die Kurzgeschichtensammlung Pithecanthropus Erectus (1946). Daneben verfasste er zu dieser Zeit auch Beiträge für die Literaturzeitschrift De Tweede Ronde.
Nach mehreren Jahren wissenschaftlicher Arbeit in Australien kehrte er 1959 in die Niederlande zurück, wo er eine Professur für Petrologie an der Universität Leiden übernahm. 1979 wurde er nach der Professor am Lehrstuhl für Petrologie an der Universität Utrecht und lehrte dort bis zu seiner Emeritierung 1984. 1981 erfolgte auch die Verlegung des bisher an der Universität Leiden angeschlossenen Geologischen Instituts zur Universität Utrecht.
Neben seiner Lehrtätigkeit befasste er sich mit Forschungen zur Petrologie sowie vor allem zu magmatischen Gesteinen und unternahm zusammen mit seinen Studenten zur Erforschung mafischer Minerale in Galizien. Weitere Forschungsreisen führten ihn in die Pyrenäen. 1987 verlieh ihm die Geologische Vereinigung in Bonn die Ehrenmitgliedschaft. Darüber hinaus war er Mitglied der Abteilung für Naturwissenschaften der Königlich-Niederländischen Akademie der Wissenschaften.
Zuletzt veröffentlichte den Tex, dessen Sohn der Schriftsteller Charles den Tex ist, das Fachbuch Een voorspel van de moderne vulkaankunde in West-Europa (1998), in dem er eine Übersicht über die frühmoderne Vulkanologie in den Niederlanden im 17. Jahrhundert und 18. Jahrhundert gibt.
Für seine Verdienste wurde er unter anderem zum Ritter des Ordens vom Niederländischen Löwen geschlagen.

## Veröffentlichungen
- Slagzij, 1942
- In memoriam patriae, 1944
- Schipbreuk, 1945
- Stilte in de storm, 1945
- Het Jaar Job, Roman, 1945
- Pithecanthropus Erectus, 1946
- Een voorspel van de moderne vulkaankunde in West-Europa, 1998